# Plan Beksiaka
Plan Beksiaka – plan opracowany w 1989 (na zlecenie Obywatelskiego Klubu Parlamentarnego) w zespole ekonomistów pod kierunkiem Janusza Beksiaka: Stefan Kurowski, Tomasz Gruszecki, Aleksander Jędraszczyk, Jan Winiecki.

## Cześć I – Plan Stabilizacyjny
Założenia:
- cięcia budżetowe
- zniesienie dotacji do większości towarów i usług
- uwolnienie cen, płac i stóp procentowych (w okresie przejściowym część cen byłaby nadal kontrolowana np. energia i paliwa)
- wprowadzenie wymienialności złotego

## Część II – Program zmian systemowych
Założenia:
- jednolity i prosty system podatkowy
- pełna wolność w korzystaniu z praw własności
- nieingerencja państwa w obrót nieruchomościami
- pełna wolność działań gospodarczych, kształtowania płac
- likwidacja jawnych i niejawnych monopoli
- pełna prywatyzacja całego majątku państwa (utworzenie Funduszu Majątku Narodowego, który zajmowałby się nadzorem nad przedsiębiorstwami i sprzedażą).

Proponowano niezwłoczne wdrożenie planu – w ciągu 2–3 tygodni (wrzesień 1989).
Plan nie uwzględniał ograniczeń ustrojowych ani ciągłości legislacyjnej (konieczność uchwalenia wielu nowych ustaw i rozporządzeń). Nie wskazywał też sposobu rozwiązania problemu zadłużenia zagranicznego (Stefan Kurowski proponował jednostronną deklarację odmawiającą spłaty długów PRL), współpracy gospodarczej z krajami RWPG (ponad 50% eksportu w tym czasie) czy bieżących problemów budżetowych.